# Politoys FX3
Chronologie des modèles (1972-1973)
Iso-Marlboro IR
La Politoys FX3 est la toute première monoplace de Formule 1 construite par l'écurie britannique Frank Williams Racing Cars et engagée lors du Grand Prix de Grande-Bretagne, septième manche du championnat du monde de Formule 1 1972. 
La FX3 est chaussée de pneumatiques Goodyear et propulsée par un moteur V8 Ford-Cosworth DFV. Son design s'inspire de celui la Tyrrell 001, son museau ressemble à celui de la BRM P160 et le cockpit reprend les traits de celui de la March 711, trois monoplaces emblématiques du début des années 1970.

## Historique
Pescarolo, qualifié vingt-sixième, endommage sa monoplace lors du Grand Prix de Grande-Bretagne, ce qui empêche un second engagement de la FX3, prévu lors du Grand Prix d'Italie, avec Giancarlo Gagliardi. La FX3 fait son retour lors de la World Championship Victory Race, une course hors-championnat disputée à Brands Hatch. Son pilote, Chris Amon, abandonne à la suite d'une panne de moteur.
En 1973, cette monoplace est rebaptisée Iso-Marlboro FX3B, en raison du changement de commanditaires de l'écurie Williams, et équipée de gommes Firestone. Elle est confiée à l'Italien Nanni Galli, au Néo-Zélandais Howden Ganley et au Sud-Africain Jackie Pretorius, pour trois épreuves.

## Résultats en championnat du monde de Formule 1
| Saison | Écurie                     | Moteur               | Pneumatiques | Pilotes          | Courses | Courses | Courses | Courses | Courses | Courses | Courses | Courses | Courses | Courses | Courses | Courses | Courses | Courses | Courses | Points inscrits | Classement |
| Saison | Écurie                     | Moteur               | Pneumatiques | Pilotes          | 1       | 2       | 3       | 4       | 5       | 6       | 7       | 8       | 9       | 10      | 11      | 12      | 13      | 14      | 15      | Points inscrits | Classement |
| ------ | -------------------------- | -------------------- | ------------ | ---------------- | ------- | ------- | ------- | ------- | ------- | ------- | ------- | ------- | ------- | ------- | ------- | ------- | ------- | ------- | ------- | --------------- | ---------- |
| 1972   | Team Williams Motul        | Ford-Cosworth V8 DFV | Goodyear     |                  | ARG     | AFS     | ESP     | MON     | BEL     | FRA     | GBR     | ALL     | AUT     | ITA     | CAN     | USA     |         |         |         | 0               | Non classé |
| 1972   | Team Williams Motul        | Ford-Cosworth V8 DFV | Goodyear     | Henri Pescarolo  |         |         |         |         |         |         | Abd     |         |         |         |         |         |         |         |         | 0               | Non classé |
| 1973   | Frank Williams Racing Cars | Ford-Cosworth DFV V8 | Firestone    |                  | ARG     | BRE     | AFS     | ESP     | BEL     | MON     | SUE     | FRA     | GBR     | P-B     | ALL     | AUT     | ITA     | CAN     | USA     | 0               | Non classé |
| 1973   | Frank Williams Racing Cars | Ford-Cosworth DFV V8 | Firestone    | Nanni Galli      | Abd.    | 9e      |         |         |         |         |         |         |         |         |         |         |         |         |         | 0               | Non classé |
| 1973   | Frank Williams Racing Cars | Ford-Cosworth DFV V8 | Firestone    | Howden Ganley    | Nc.     | 7e      | 10e     |         |         |         |         |         |         |         |         |         |         |         |         | 0               | Non classé |
| 1973   | Frank Williams Racing Cars | Ford-Cosworth DFV V8 | Firestone    | Jackie Pretorius |         |         | Abd.    |         |         |         |         |         |         |         |         |         |         |         |         | 0               | Non classé |

Légende : ici 